# Брёховский овраг
Брёховский овраг — малая река в Юго-Западном административном округе Москвы, правый приток Очаковки. Название происходит от бывшей деревни Брёхово, которая располагалась на берегу ручья до начала 1970 годов. По состоянию на 2018-й верховья реки засыпаны, водоток частично проходит в подземном коллекторе. Длина Брёховского оврага с временным водотоком в верховьях составляла 1,9 км, после заключения в коллектор остался постоянный поверхностный водоток длиной 210—230 метров.
Исток реки находился рядом с Профсоюзной улицей, между станциями метро Беляево и Коньково. Водоток проходит вдоль улицы Островитянова, пересекает улицы Академика Арцимовича, Академика Волгина и Академика Опарина. Впадает в открытое русло Очаковки на окраине ландшафтного заказника «Тёплый Стан».